# Lissi Alandh

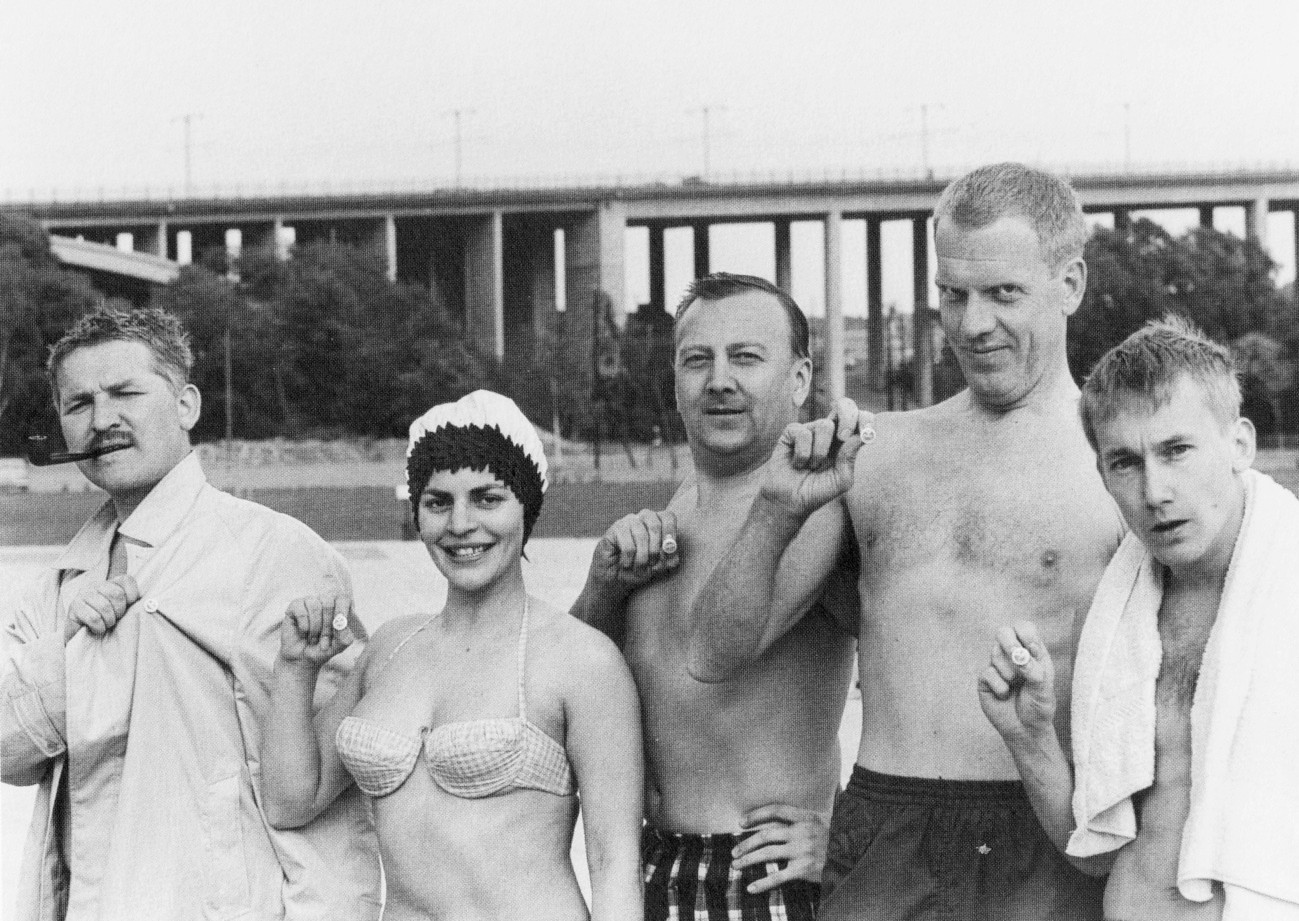
Från vänster: Hans Alfredson, Lissi Alandh, Mille Schmidt, Tage Danielsson och Gösta Ekman med simborgarmärket 1964.

Lissi Sofia Alandh Söderqvist, född Holmqvist den 29 december 1930 i Skön i Medelpad, död 3 augusti 2008 i Stockholm, var en svensk skådespelare, sångare och revyaktris.

## Biografi

### De tidiga åren
Som 16-åring debuterade hon på Gröna Lunds scen där hon framförde ett par franska visor som hon själv studerat in på originalspråket. Kort därefter sjöng hon  samma repertoar i en föreställning på Blancheteatern.  
En tid gick hon på Willy Koblancks teaterskola på Skeppargatan men trivdes inte och tog istället lektioner för den ryskfödda pedagogen Manja Benkow som bedrev undervisning, med Stanislavskijs läror som utgångspunkt. Alandh kom även i kontakt med teaterledaren Sten Larsson som drev experimentteatern Studiescenen. Där spelade hon bland annat Desdemona i Shakespeares Othello.   
Hösten 1947 gjorde hon professionell debut som figurant på Oscarsteatern i Edmond Rostands Cyrano de Bergerac med Edvin Adolphson i titelrollen. 

### Dramatens elevskola och filmdebut
Alandh sökte 1948 till Dramatens elevskola men blev inte antagen. Inför andra försöket året därpå tog hon hjälp av skådespelaren och pedagogen Hans Strååt, kom in och blev elevkamrat med Allan Edwall, Måns Westfelt, Margit Carlqvist och Asta Bolin.
Hon debuterade på Dramaten i oktober 1950 som Köksan i Selma Lagerlöfs Dunungen. Två månader senare gestaltade hon Fröken Carr, lärarinna vid barnhemmet, i Charlotte Chorpennings En radiobragd och spelade med de unga aktörerna Margaretha Krook, Meta Velander, Jan-Olof Strandberg och Lars Ekborg.
När Tora Teje kreerade Madame Alexandra i Jean Anouilhs komedi Colombe på våren 1952 gjorde Alandh den lilla rollen som Manicuristen. Efter 77 föreställningar gjorde hon i september samma år sitt sista framträdande på Dramaten på över 30 år.
Sommaren 1947 filmdebuterade Alandh i Gösta Wernes Loffe på Luffen. Under elevtiden på Dramaten blev hon upptäckt av regissören Alf Sjöberg och fick sin första betydande filmroll som Berta i Fröken Julie (1951). I samband med filminspelningen sommaren 1950 bytte hon efternamn i och med äktenskapet med Hardy Alandh.

### Frilansskådespelare på teatern
År 1952 utexaminerades hon från Dramatens elevskola och inledde sin långa karriär som frilansskådespelare. Först medverkade hon i komedin Huset i Montevideo på Folkan - återigen med Edvin Adolphson i huvudrollen. Uppsättningen spelades också på Folkets hus-teatern i Göteborg våren 1953. På hösten samma år engagerades Alandh till Scalateaterns revy med bland andra Carl-Gustaf Lindstedt. Det kom att bli den första av många revyer och kabaréer under 1950- och 1960-talet.
Lissi Alandh spelade på nästan alla privatteatrar i Stockholm däribland Casinoteatern och Intiman där hon hösten 1958 ersatte Birgitta Andersson i musiklustspelet Levande ljus, med Max Hansen. Sångtexterna var skrivna av hennes blivande arbetsgivare Hans Alfredson. Hon medverkade i Gösta Bernhards revyliknande uppsättning Orfeus Nilsson på Blancheteatern våren och hösten 1959. Den uppsättningen gästade samma sommar Lisebergsteatern i Göteborg. 
En av hennes mer minnesvärda rollprestationer var som Manuela i den nordiska premiären på Maurice Clavels franska drama Balmaseda. Den spelades under ett par månader hösten 1957 på Lilla teatern i Helsingfors, som drevs av den legendariske teaterledaren Vivica Bandler. I ensemblen fanns även den tyskfödde skådespelerskan Ilse-Nore Tromm som kreerade Léonor.
Eftersom hon spelade revy skulle det dröja fem år till nästa talroll, då hon från september 1962 kreerade skribenten Elsa Everlöf i urpremiären av Sven Stolpes skådespel Klara. Den spelades på Upsala-Gävle stadsteater med bland andra Göran Graffman, Frank Sundström, Roland Söderberg och Fredrik Ohlsson i rollerna.
Året därpå gjorde hon Madame Dubonnet i Sandy Wilsons musikal Boyfriend på Scalateatern med Anna Sundqvist, Lars Lind och Lars Lönndahl.

### I revy och kabaré
Hon kom med i Knäppuppgänget i och med revyn Denna sida upp, på Idéonteatern 1954. Med nummer som den strömlinjeformade Rödluvan och Den sexiga adjunkten visade Alandh att hon kunde sjunga och framföra revynummer med timing, träffsäker replikföring och insinuanta tonfall. Det sistnämnda kom särskilt väl till pass i nummer som Mondänpladdran och Vad vet du om mig?, båda från Povel Ramels revy På avigan, 1966.[källa behövs]
Hon spelade med Svend Asmussen i Stig Lommers revy både 1956 och 1958, och uppträdde 1960 med Sven-Eric Gamble i kabaréen Gambletten på Restaurant Tegnér som följdes av Hagge Geigerts Sillidonien på Uddevalla Teater-Folkets hus, 1961. I den senare uppsättningen medverkade även Lill Lindfors och Elisaveta.
Alandh engagerades av AB Svenska Ord 1962 och medverkade i bolagets första revy Gröna hund, som spelades på Gröna Lund, Lorensbergs Cirkus i Göteborg och Södra teatern i Malmö. 
Året därpå kom Hålligång på Berns salonger med den klassiska sketchen Notan, med förutom Alandh även Hans Alfredson, Tage Danielsson och Monica Zetterlund.
I den revyn sjöng hon också duett med den internationellt kände munspelsvirtuosen Toots Thielemans.
1964 medverkade hon i Gula hund på Chinateatern och i bolagets första film Svenska Bilder. Från 1963 till 1970 gjorde hon vid återkommande tillfällen författaren /vokalissan Doris Lundin i radio- och tv-serien Mosebacke Monarki.
Tillsammans med Monica Zetterlund, Sonya Hedenbratt och Monica Nielsen medverkade hon i Beppe Wolgers succékabaréer på Hamburger börs: Farfars barnbarn (1963) och Farfars gladbarn (1965) men även i Du grabbar (1965) som fick heta Glömmer du, så minns vi allt, när den gjordes för TV samma år.
Hon gjorde inhopp för Birgitta Andersson i revyn Ta av dej skorna 1965. Därmed återbördades hon till Knäppupp. Det inhoppet renderade henne engagemang i Ramels revy På avigan som med Knäppuppturnén spelades från april 1966 till februari 1967.
Våren 1968 uppträdde hon på Bacchi Wapen med Östen Warnerbring och på Hamburger börs med Siv Ericks i kabaréen Typiskt oss.

### Filmroller under 1950- och 1960-talet
Lissi Alandh gjorde under sin karriär mer än 50 filmroller och ett stort antal roller för TV-teatern och i olika TV-serier. [källa behövs]
I början av karriären gjorde hon huvudsakligen pigor och  bondflickor - som i Christian-Jaques Singoalla (1949) med Alandhs tonårsidol Viveca Lindfors - varvat med en och annan servitris. Men 1953 kreerade hon Sippi, ogift moder, i Hans Dahlin och Bengt Logardts tendensfilm[förklaring behövs] Ogift fader sökes. Det var den första i en lång rad av utsatta eller ekivoka kvinnor och Alandh lanserades i bioannonserna som en svensk Silvana Mangano. 
Av de många filmrollerna kan även nämnas den ”lesbiska” Peter i Arne Mattsons kriminaldrama Mannekäng i rött (1958) med Karl-Arne Holmsten, Annalisa Ericson och Nils Hallberg. 
Efter rollen som den älskande 'kvinnan i varietélokalen' i Ingmar Bergmans Tystnaden (1963) – som hon själv beskrev som det svåraste hon gjort [källa behövs] – och medverkan i Mai Zetterlings filmer Älskande par (1964) och Nattlek (1966) kom hon att medverka i några av 1960- och 1970-talens typiska "sängkammarfilmer" som Kyrkoherden, Som hon bäddar får han ligga och Någon att älska (1971).

### Åter till teatern
I slutet av 1960-talet började det blåsa nya politiska vindar inom svensk teater och i samma veva minskade efterfrågan på den typ av kvinnoroller som Alandh ofrivilligt hade blivit förknippad med. Som frilansande artist utanför institutionsteatrarna stod hennes håg främst till Stockholms privatteatrar. 
På våren 1969 spelade hon tjänarinnan Agafja i komedin Snark på Maximteatern med Carl-Gustaf Lindstedt och Lars Ekborg i det som kom att bli Ekborgs sista roll på scen. Säsongen 1969-1970 gjorde hon den pregnanta Peggy i Neil Simons musikal Ungkarlslyan på Oscarsteatern, med Jarl Kulle.
1970 var hon gäst hos Per Edström på Arena teaterbåten och sommaren därpå var hon på Teatern Gröna Lund (även kallad Komediteatern) där Bernt Callenbo satte upp folklustspelet Skärgårdsflirt av Gideon Wahlberg med förutom Alandh även Bellan Roos, Sune Mangs och Mille Schmidt. På samma teater spelade hon sommaren 1972 i revyn Halmhatten med Tor Isedal.
Alandh återvände till revyscenen en sista gång i Peter Flacks allra första nyårsrevy Rädda Hjalmar, med Hans Wahlgren och Birgitta Götestam, som spelades på gamla Örebro Teater vintern 1976–77. 
1978 gästspelade hon på Gert Fylkings Teater Kamelian som Damen i enaktaren Till äktenskap ledig av George Bernard Shaw.
Hon återkom på hösten 1984 till Dramaten för första gången på över trettio år när Hans Alfredson regisserade Hjalmar Bergmans pjäs Ett experiment. Stellan Skarsgård gjorde rollen som Herr Severin och Lissi Alandh hans Moder. Föreställningen var även ute på turné våren 1985.
Lissi Alandhs sista scenroll var som Priorinnan i Hervés operett Lilla helgonet på turné med Stockholms Operettensemble 1987.[källa behövs]

### Filmroller och TV-roller
På 1970- och en bit in på 1980-talet gjorde hon antal produktioner på TV, däribland Bröderna Malm (1972), Kvartetten som sprängdes (1973), farsen Räkan från Maxim (1980) och Babels hus (1981) där hon spelade svindlaren Kitty.
Under de senare åren förekom hon mer sporadiskt på film som i Tage Danielssons Picassos äventyr (1978) och Hans Alfredsons P&B (1983).
Hon var huvudperson i Berndt Egerbladhs Två och en flygel (1975) och gjorde sketcher i underhållningsserien Häpnadsväktarna (1981–1983).
Från det sena 1980-talet medverkade hon också i flera produktioner för barn, som kortfilmerna Hoppa högst (1989) och En verkligt god gris (1998). Alandh blev känd för en yngre generation som den snälla Lara i TV-serien Laras långa resa (1989) .
Hennes sista större roll var som Veronica Valtonen i TV-serien Rederiet (1992).

### Skivinspelningar med mera
Lissi Alandh spelade in en LP-skiva, Pikanta visor från det gamla Frankrike (1966), och två EP-skivor: Lissis bästa bitar och Lissi Alandh och Åke Söderqvist drar några sköna stories med pep och stake (1965), den sista tillsammans med Åke Söderqvist.
Från 1977 var hon vid sidan om arbetet som skådespelare även verksam som talboksinläsare och gjorde tillsammans med Povel Ramel en inläsning av hans bok Lingonben.

### Övrigt
Hon fick sommaren 1965 göra Ulla Winblad vid de årliga Bellmansspelen på Skansen och hon uppträdde några år senare med pianisten Leif Asp på Hotell Åbo i Finland.
I augusti 1983 uppträdde Lissi Alandh och Monica Zetterlund med Lär oss ikväll ur Gröna Hund och andra nummer i ett bejublat uppträdande på Konserthuset Stockholm med Lasse Bagges trio på RFSL:s artistgala.

### Privatliv
Lissi Alandh var dotter till plåtslagarmästaren Rudolf Holmqvist och damskräddaren Vilma Österback (omgift Emhult). Hon var gift två gånger i unga år, första gången 1950–1954 med Hardy Alandh (1916–1983), dokumentärfilmaren Tom Alandhs far, och andra gången 1955–1960 med Göran Söderqvist (1925–2012). Hon är gravsatt i minneslunden på Spånga kyrkogård.

## Filmografi i urval
- 1948 – Loffe på luffen
- 1949 – Gatan
- 1949 – Singoalla
- 1949 – Lång-Lasse i Delsbo
- 1950 – Rågens rike
- 1951 – Fröken Julie
- 1952 – När syrenerna blomma
- 1953 – Marianne
- 1953 – Ingen mans kvinna
- 1953 – Barabbas
- 1953 – Gycklarnas afton
- 1953 – En skärgårdsnatt
- 1953 – Ursula – flickan i finnskogarna
- 1954 – Herr Arnes penningar
- 1954 – Storm över Tjurö
- 1954 – Karin Månsdotter
- 1954 – Flicka med melodi
- 1954 – Taxi 13
- 1955 – Hoppsan!
- 1955 – Mord, lilla vän
- 1956 – Den hårda leken
- 1956 – Flamman
- 1956 – Ratataa
- 1958 – Mannekäng i rött
- 1959 – 91:an Karlsson muckar (tror han)
- 1962 – Åsa-Nisse på Mallorca
- 1963 – Tystnaden
- 1964 – Åsa-Nisse i popform
- 1964 – Älskande par
- 1964 – Svenska bilder
- 1964 – Henrik IV
- 1965 – Niklasons (TV-serie)
- 1966 – Nattlek
- 1968 – Pappa varför är du arg - du gjorde likadant själv när du var ung
- 1968 – Carmilla
- 1968 – Komedi i Hägerskog
- 1969 – Miss and Mrs Sweden
- 1969 – Pippi Långstrump (TV-serie)
- 1970 – Som hon bäddar får han ligga
- 1970 – Kyrkoherden
- 1970 – Sven Arvid är död
- 1971 – Midsommardansen
- 1971 – Någon att älska
- 1972 – Kvartetten som sprängdes (TV-serie)
- 1972–1974 – Bröderna Malm (TV-serie)
- 1973 – Kvartetten som sprängdes (TV-serie)
- 1974 – Margit och Glenn (TV-serie) (TV-teater, Margit)
- 1975 – Sängkamrater
- 1978 – Picassos äventyr
- 1980 – Räkan från Maxim (TV-serie)
- 1980 – Sverige åt svenskarna
- 1981 – Babels hus (TV-serie)
- 1983 – P&B
- 1989 – Laras långa resa (TV-serie) (Lara)
- 1992 – Rederiet (TV-serie) (gästroll)

## Teater

### Roller
| År   | Roll                                  | Produktion | Regi                         | Teater                                      |
| ---- | ------------------------------------- | --- | ---------------------------- | ------------------------------------------- |
| 1950 | Medverkande                           | Erik XIV August Strindberg                                                                                       | Alf Sjöberg                  | Dramaten                                    |
| 1950 | Fröken Carr, lärarinna vid barnhemmet | En radiobragd Charlotte Chorpenning                                                                              | Arne Ragneborn               | Dramaten                                    |
| 1951 | Cecilia, modell Anna En kvinnogestalt | Amorina Carl Jonas Love Almqvist                                                                                 | Alf Sjöberg                  | Dramaten                                    |
| 1951 | Kören: En röst                        | Simon trollkarlen Tore Zetterholm                                                                                | Arne Ragneborn               | Dramaten                                    |
| 1952 | Tvätterskan                           | Harlekino och Harlekina Else Fisher                                                                              | Kurt-Olof Sundström          | Dramaten                                    |
| 1952 | Manicuruisten                         | Colombe Jean Anouilh                                                                                             | Mimi Pollak                  | Dramaten                                    |
| 1952 |                                       | Huset i Montevideo Curt Goetz                                                                                    | Göran Gentele                | Folkan, Stockholm och Folkteatern, Göteborg |
| 1954 | Medverkande                           | Knäppupp II - Denna sida upp, revy Povel Ramel och Yngve Gamlin                                                  | Per-Martin Hamberg           | Idéonteatern                                |
| 1956 | Medverkande                           | Knäppupp III - Tillstymmelser, revy Povel Ramel                                                                  | Per-Martin Hamberg           | Idéonteatern                                |
| 1957 | Manuela                               | Balsameda Maurice Clavel                                                                                         |                              | Lilla teatern, Helsingfors                  |
| 1958 | Alarica                               | En lättsinnig ballad (Le mal court) Jacques Audiberti                                                            | Arne Forsberg                | Munkbroteatern                              |
| 1958 | Medverkande                           | Stig Lommers sommarrevy 1958, revy Arvid Möller, Börge Möller, Hans Alfredson, Tage Danielsson och Gösta Rybrant | Stig Lommer                  | Idéonteatern                                |
| 1958 | Ida                                   | Levande ljus Siegfried Geyer                                                                                     | Olof Thunberg                | Intiman                                     |
| 1959 | Flicka med glasögon                   | Orfeus Nilsson Gösta Bernhard och Stig Bergendorff                                                               | Gösta Bernhard Olof Thunberg | Blancheteatern                              |
| 1960 | Medverkade                            | 11 44 99, (nummerrevyn) Gösta Bernhard och Stig Bergendorff                                                      | Stig-Ossian Ericson          | Casinoteatern                               |
| 1962 | Elsa Everlöf                          | Klara Sven Stolpe                                                                                                | Frank Sundström              | Upsala-Gävle stadsteater                    |
| 1964 | Medverkande                           | Gula hund Hans Alfredson och Tage Danielsson                                                                     | Tage Danielsson              | Chinateatern                                |
| 1965 | Medverkande                           | Du grabbar, revy Beppe Wolgers och Åke Söderqvist                                                                | Claes von Rettig             | Idéonteatern                                |
| 1966 | Medverkande                           | På avigan, revy Povel Ramel                                                                                      | Hasse Ekman                  | Idéonteatern                                |
| 1969 | Agafja, piga                          | Snark (Oblomov) Spike Milligan / Ricardo Aragno / N. Gontjarov                                                   | Thor Zackrisson              | Maximteatern                                |
| 1969 | Peggy                                 | Ungkarlslyan (Promises, Promises) Burt Bacharach, Hal David och Neil Simon                                       | Ivo Cramér                   | Oscarsteatern                               |
| 1971 | Katarina                              | Skärgårdsflirt Gideon Wahlberg                                                                                   | Bernt Callenbo               | Teatern Gröna Lund                          |
| 1977 | Medverkan                             | Rädda Hjalmar revy Peter Flack                                                                                   |                              | Örebro teater                               |
| 1978 | Hon                                   | Till äktenskap ledig Georg Bernard Shaw                                                                          |                              | Teater Kamelian                             |
| 1984 | Moderrn                               | Ett experiment Hjalmar Bergman                                                                                   | Hans Alfredson               | Dramaten                                    |
| 1986 |                                       | Mandragola (La Mandragola) Niccolò Machiavelli                                                                   | Radu Penciulescu             | Dramatiska ensemblen                        |
| 1987 | Priorinnan                            | Lilla helgonet Hervé                                                                                             | Bernhard Krook               | Stockholms Operettensemble                  |

### Fotnoter
1. ↑  ”Lissi Alandh”. Svensk Filmdatabas. http://sfi.se/sv/svensk-filmdatabas/Item/?type=PERSON&itemid=62677&iv=BIOGRAPHY. Läst 14 augusti 2012.
2. 1 2  ”skbl.se - Lissi Sofia Alandh”. skbl.se. https://skbl.se/sv/artikel/LissiAlandh. Läst 6 september 2019.
3. ↑  Stockholms Operettensemble programblad, 1987-02
4. ↑  Rollista för TV-filmen "Laras långa resa" i Svensk Filmdatabas.
5. ↑  https://www.discogs.com/artist/1360586-Lissi-Alandh
6. ↑  Alandh, Lissi S, skådespelare, Sthlm i Vem är hon / 1988 / s 26.
7. ↑  Fritz Hardy Alandh på Gravar.se. Åtkomst 21 oktober 2012.
8. ↑  Göran Knutsson Söderqvist på SvenskaGravar.se. Åtkomst 21 oktober 2012.
9. ↑  SvenskaGravar
10. ↑  ”Tidningsnotis”. Dagens Nyheter:  s. 20. 10 oktober 1958. http://arkivet.dn.se/arkivet/tidning/1958-10-10/275/20?searchTerm=%22birgitta+andersson%22. Läst 21 januari 2016.
11. ↑  ”Premiärdags på Blanche”. Dagens Nyheter:  s. 15. 19 mars 1959. https://arkivet.dn.se/tidning/1959-03-19/76/15. Läst 4 september 2020.
12. ↑  S B-l (5 januari 1960). ”Stig Grybe & Co”. Dagens Nyheter:  s. 10. http://arkivet.dn.se/arkivet/tidning/1960-01-05/4/10. Läst 21 januari 2016.
13. ↑  Ivar Harrie (8 september 1962). ”Hur långt är det till botten? Matt. släpig 'Klara'”. Expressen.
14. ↑  Bengt Jahnsson (6 juni 1964). ”Charmörsatir med sting”. Dagens Nyheter:  s. 11. http://arkivet.dn.se/arkivet/tidning/1964-06-06/151/11. Läst 22 januari 2016.
15. ↑  Bengt Jahnsson (15 februari 1969). ”'Snark' på Maxim: Uttunnat clowneri”. Dagens Nyheter:  s. 15. http://arkivet.dn.se/arkivet/tidning/1969-02-15/44/15. Läst 22 januari 2016.
16. ↑  Barbro Hähnel (13 september 1969). ”Variationsrik Kulle i 'Ungkarlslyan': Rush, fart och annorlunda musik”. Dagens Nyheter:  s. 12. http://arkivet.dn.se/arkivet/tidning/1969-09-13/248/12. Läst 22 augusti 2015.
17. ↑  Lars Linder (28 februari 1986). ”Hedervärt, men det räcker inte”. Dagens Nyheter:  s. 20. https://arkivet.dn.se/tidning/1986-02-28/57/20. Läst 4 februari 2022.